# Adwaita (テーマ)

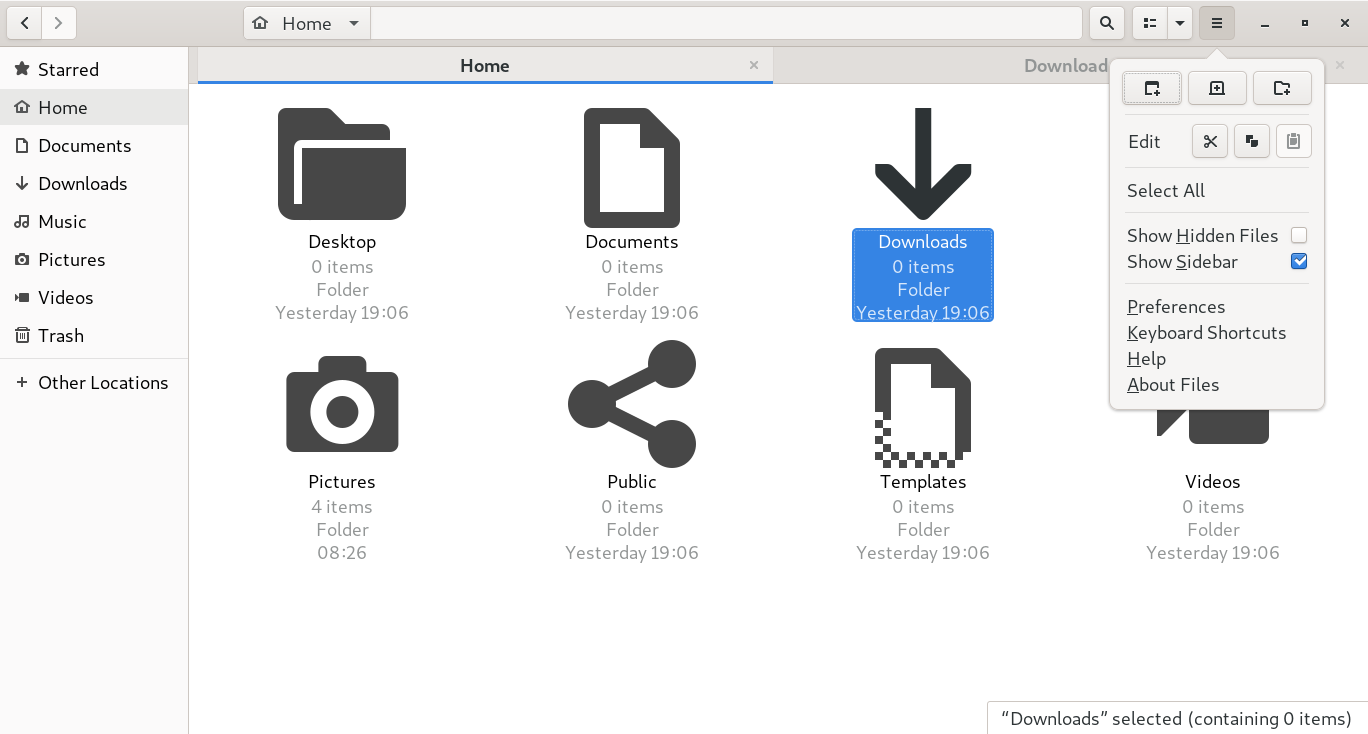
Adwaitaテーマで動作するGTKアプリケーションの例（GNOME Files）

Adwaita（アドワイタ）は、GTK向けのテーマ。また、同名のアイコンのセットも存在する。GNOMEデスクトップ環境において、バージョン3以降のデフォルトのテーマとなっている。

## 概要
Adwaitaは、全てのサポートされる環境で同じように見えるようにデザインされた。また、AdwaitaはGTK 3の新機能を活用しており、ダークバージョンのテーマも存在している。

## Clearlooks

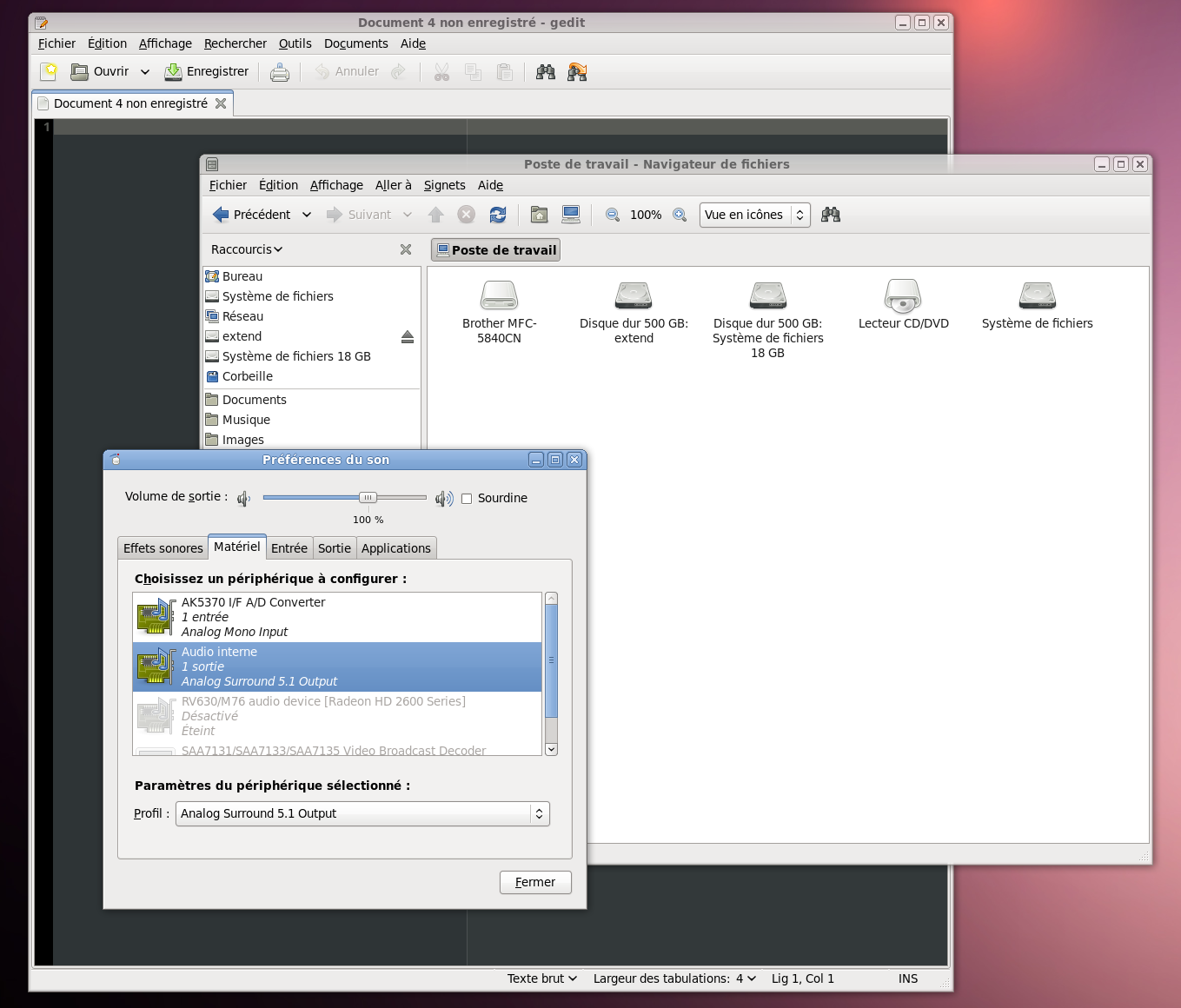
Clearlooksテーマで動作するGTKアプリケーション

Clearlooksは、GTKのためのテーマエンジンで、GNOME 2.12以降、GNOME 3リリースまでGNOMEのデフォルトのウィジェットツールキットであった。GNOME 3リリース時にAdwaitaに置き換えられている。
Clearlooksはcairoはバックエンドとして使っているほか、GNOME-LookではClealooks-Phenixと名付けられたGTK 3向けのClearlooksテーマが公開されている。